# Eparchie Ramanathapuram
Die Eparchie Ramanathapuram ist eine Eparchie der mit der römisch-katholischen Kirche unierten syro-malabarischen Kirche mit Sitz in Ramanathapuram in Indien. Seit der Gründung ist der Ortsordinarius Paul Alappatt.

## Geschichte
Papst Benedikt XVI. gründete sie am 15. Januar 2010 aus Gebietsabtretungen des Bistums Palghat und unterstellte sie der Erzeparchie Trichur als Suffragandiözese.